# Касильда Сарацинка
Святая Касильда Сарацинка, Толедская, Бургосская (исп. Santa Casilda de Toledo) (ум. ок. 1050) — католическая святая. День памяти — 9 апреля.

## Легенда
Согласно легенде, Касильда была дочерью исламского правителя города Толедо (его называют Аль-Макрин или Аль-Мамун, эмир Абу Магоммед Измаил), особенно доброй к пленникам-христианам. Она носила им еду, спрятав в складках платья. Однажды её остановил отец (или солдаты) и приказал показать, что она несет — Касильда развернула подол, и в нём оказался букет роз. (Ту же самую историю рассказывают ещё про нескольких святых — см. Чудо с розами).
Через некоторое время она тяжело заболевает кровотечением. Арабские врачи не могут вылечить девушку, и ей посылается весть, что она найдет излечение в чудесных водах Святого Винсенте, где-то в христианской Кастилии. Отец Касильды снаряжает её в поездку. В Бургосе Касильда крестится, затем омывается в озере около Бривьески и вылечивается. Вернув здоровье, она решает посвятить Христу своё целомудрие. Остаток своих дней святая проведет в уединении и смирении, посвященном молитве и покаянию. Говорят, что она дожила до столетнего возраста. Похоронили её в том же ските, где она проживала. Вскоре он превратился в место паломничества. Особое внимание к святой проявляли женщины, страдавшие от кровотечений. Народная примета даже гласила, что для того, чтобы излечиться, было достаточно выпить местной воды и бросить камень в воду.
В Бривиеске, где она жила и патроном которой она является, расположен Санктуарий святой (Santuario de Santa Casilda). С 1750 года мощи находятся в урне работы Диего де Силоэ. Вода, которую разыскивала Касильда, находилась в нескольких озёрах, называемых Лагос Сан Висенте. В настоящий момент от них остались два колодца — Белый и Чёрный.

## В искусстве
- Три картины Сурбарана.
- Фрески Бургосского собора, написанные тестем Гойи Ф.Байеу
- Картина Хуана Ногалеса[4]
- 1938 год: роман Кончи Эспина (Concha Espina) «Casilda de Toledo. Vida de Santa Casilda».
- Juan Arroyo Conde, роман «Casilda. La princesa mora»
- Рассказ о св. Касильде фигурирует в романе-фэнтези Е. Хаецкой «Хелот из Лангедока»:

Сия Касильда, будучи женою сарацинского конуга, имела обыкновение носить в подоле хлеб для христианских узников, чью веру она втайне приняла. Что вызывало естественное неодобрение со стороны сарацинского конуга. И вот однажды подстерег он её возле узилища, решив положить конец этой благотворительности.